# 卡丝·埃利奥特
卡丝·埃利奥特（英語：Cass Elliot；1941年9月19日—1974年7月29日），原名艾倫·娜奧米·科恩（Ellen Naomi Cohen），也叫Mama Cass，是美国歌手、演员，最知名的经历是作为“妈妈与爸爸合唱团”成员。在合唱团解散后，她共推出了5张个人专辑。1998年，埃利奥特和其他妈妈与爸爸合唱团成员一同入选摇滚名人堂。

## 早年生活
艾倫·娜奧米·科恩於1941年9月19日出生在馬里蘭州巴爾的摩，是Bess（原姓 Levine；1915-1994）和 Philip Cohen（1962年去世）的女兒。她的四個祖父母都是俄羅斯猶太移民。 在她童年時期，她的家人承受著巨大的經濟壓力和不確定性。 她的父親一生參與了幾家商業企業，最終通過在巴爾的摩發展午餐車業務而獲得成功，該業務為建築工人提供膳食。 她的母親是一名具訓練度的護士。lliot 有一個兄弟Joseph和一個妹妹Leah，後者也成為了一名歌手和唱片藝術家。埃利奧特的早年生活是在弗吉尼亞州亞歷山大市與家人一起度過的，之後全家在埃利奧特15歲時搬到巴爾的摩，在埃利奧特出生時他們曾短暫地住在那裡。
根據丹尼·達赫蒂的說法，埃利奥特在高中時採用了“卡斯”這個名字，這可能是從女演員佩姬・卡斯那裡借來的。過了一段時間後，她改姓“艾略特”，以紀念一位死去的朋友。 在亞歷山大時，她就讀於喬治華盛頓高中。當Elliot 的家人返回巴爾的摩時，她就讀森林公園高中。她在畢業前不久離開了高中，搬到紐約市以進一步發展她的演藝事業（如“Creeque Alley”的歌詞所述）。

## 早年事業
高中畢業後前往紐約從事娛樂事業後，埃利奧特於1962年在音樂劇《The Music Man》中巡演，但在爭取飾演《I Can Get It for You》Marmelstein小姐的角色上不敵芭芭拉·史翠珊。埃利奧特有時會在格林威治村的 The Showplace 擔任衣帽間服務員時唱歌，但直到她搬到華盛頓特區地區參加美國大學（不是斯沃斯莫爾學院，如傳記歌曲“Creeque Alley”中所述）。
當艾略特遇到了班卓琴演奏家和歌手蒂姆·羅斯以及歌手約翰·布朗時，美國的民謠音樂界正在崛起，三人開始以三巨頭的身份演出。1963年，吉姆·亨德里克斯取代了Brown，三人組更名為the Big 3。Elliot與Big 3的第一張唱片是“Winken、Blinken 和 Nod”，由FM Records於1963年發行。1964年，該樂隊於格林威治村“The Bitter End”夜總會即興表演，被稱為 Cass Elliot and the Big 3，緊隨其後的是民謠歌手Jim Fosso和藍草班卓琴手艾瑞克·韋斯伯格。
蒂姆·羅斯於1964年離開了三巨頭，埃利奧特和亨德里克斯與加拿大人扎爾·亞諾夫斯基和丹尼·達赫蒂組成了the Mugwumps。這個小組持續了八個月，之後卡斯進行了一段時間的獨奏表演。 與此同時，Yanovsky 和John Sebastian共同創立了the Lovin' Spoonful，而達赫蒂加入了the New Journeymen，該樂團還包括 約翰·菲利普斯 和他的妻子米歇爾。1965年，達赫蒂說服了菲利普斯，讓埃利奧特與團員在維京群島度假時加入樂團。

一個關於埃利奥特的流行傳說是，她的音域在她穿過酒吧後面的一個建築工地時被一些銅管擊中頭部後提高了三個音符，New Journeymen 在維爾京群島在那裡演奏。埃利奧特在1968年接受“滾石”採訪時證實了這個故事，他說：
是真的，我確實被一根倒下的管子擊中了我的頭，我的音域增加了三個音符。他們正在島上拆除這個俱樂部，對其進行改造，並在舞池中佈置。工人掉下一根細細的金屬管道，它擊中了我的頭，把我撞倒在地。 我有 腦震盪 並去了醫院。我頭痛了大約兩個星期，突然間我唱得更高了。這是真的。以上帝為證。
（页面存档备份，存于）
不過，朋友們後來說，銅管故事是一個較不尷尬的說詞，以解釋約翰·菲利普斯為何許久不讓她加入樂隊，實際是因他認為她太胖了。

## 媽媽與爸爸合唱團
有兩名女性成員，新旅者需要一個新名字。 據多爾蒂說，埃利奧特是組合新名字的靈感來源。正如他的網站上所寫：
我們正躺著看電視，討論樂團的名字。The New Journeymen不是要掛在這件衣服上的把手。 約翰提倡命名為“魔圈”。嘔啊，但我們沒有人能想出更好的名字，然後我們切換頻道，嘿，這是卡森秀中的地獄天使...我們聽到的第一件事是：“等等，Hoss。有些人稱我們的女人很賤，但我們只是稱她們為我們的媽媽。” ” 卡斯跳了起來：“是啊！我要當媽媽。”米歇爾附和：“我們是媽媽們！我們是媽媽們！” 行。 我看著約翰。 他看著我說：“爸爸？” 問題解決了。乾杯！給媽媽和爸爸。好吧，在多次祝酒之後，卡斯和約翰醉倒了。”
（页面存档备份，存于）
多爾蒂還表示，這一場合標誌著他與米歇爾·菲利普斯戀情的開始。 埃利奧特愛上了多爾蒂，當他告訴她這段緋聞時很不高興。據多爾蒂所說，埃利奧特曾經向他求婚，但當時他過於震驚而無法回應。
埃利奧特以其幽默感和樂觀主義而聞名，被許多人認為是該組織中最具魅力的成員。她強大而獨特的聲音是他們一連串熱門歌曲的主要因素，包括：“California Dreamin'”、“Monday, Monday”和“愛之語”。她還表演了獨奏“Dream a Little Dream of Me”（在單曲標籤上記為“Featuring Mama Cass with the Mamas and the Papas”），於1968 年在樂隊得知Fabian Andre（此曲合著者之一）死訊後錄製，米歇爾·菲利普斯在幾年前見過他。埃利奧特的版本以其沉思的節奏而著稱，而許多早期的“Dream a Little Dream of Me”（包括Nat King Cole的一張和Ozzie Nelson的另一張）都是快節奏的版本——這首歌創作於1931年，是一首舞曲。
直到1971年，媽媽和爸爸合唱團繼續錄製以履行他們的唱片合同。

## 個人事業
媽媽和爸爸合唱團解散後，埃利奧特開始了獨唱生涯。 她在此期間最成功的唱片是1968年的“Dream a Little Dream of Me”來自她的同名個人專輯，由Dunhill唱片發行 ，雖然它最初是在當年早些時候發行的專輯“爸爸和媽媽”。

### 倫敦酒店盜竊和法庭案件
1967 年，在倫敦逗留期間，埃利奧特因從她早先曾住過的公寓偷床單而被起訴。她否認負有責任，案件被提交到西倫敦地方法院，在沒有任何證據的情況下，對她的指控被駁回。 Mamas和Papas因事件被迫取消即將舉行的英國音樂會，組合在第二年解散。在回倫敦時，埃利奥特在London Palladium向觀眾承認她拍了兩張床單，並說“我喜歡它們所以我拍了它們”。她說她一直保持沉默是因為她在警察拘留期間受到的對待。

### 拉斯維加斯表演
1968年10月，埃利奧特在拉斯維加斯的Caesars Palace進行了她的現場獨奏首秀，計劃以每週40,000美元的價格進行為期三週、每晚兩場的演出。根據埃利奧特的說法，她在演出前進行了為期六個月的快速節食，減掉了300磅中的100磅。然而，她將胃潰瘍和喉嚨問題歸咎於她的嚴重飲食習慣，她通過喝牛奶和奶油來治療——在此過程中體重增加了50磅。
在第一場演出前，她被限制在床上三週，而音樂總監、樂隊和製作監督則試圖在她不在的情況下組織一場演出。 她原定在演出開始前排練整整三天，但她在與樂隊的一次演練中只完成了一部分，然後說她失聲了。 她跳過了剩餘的排練，喝了茶和檸檬，希望能在開幕之夜恢復精神並振作起來。
10月16日星期三晚上，950 名觀眾擠滿了凱撒宮的 Circus Maximus 劇院，其中包括 Sammy Davis Jr.、Peter Lawford、Jimi Hendrix、Joan Baez、Liza Minnelli和Mia Farrow，她曾在更衣室向埃利奧特送花，但在後台埃利奧特卻發高燒。朋友勸她的經紀人取消演出，但她覺得太重要了，堅持要演出。生病了，幾乎沒有排練，她在第一次表演的過程中就開始崩潰了。她的聲音微弱，幾乎聽不見，儘管有名人的祝福，但大批觀眾並不同情。演出結束，埃利奧特回到舞台向觀眾道歉；“這是第一個晚上，它會變得更好，”她說。隨後，她演唱了《夢到我的小夢》，在觀眾半心半意的鼓掌聲中離開了舞台。那天晚上晚些時候她回來表演第二場，但她的聲音更糟，許多觀眾吵鬧地走了出去。
評論很嚴厲。 《時尚先生》雜誌稱該節目為“與卡斯一起沉沒”和“一場災難”，“在比例上是英雄的，範圍是史詩般的”。